# 1986 în științifico-fantastic
- 1985 în științifico-fantastic — 1986 în științifico-fantastic — 1987 în științifico-fantastic

1986 în științifico-fantastic a implicat o serie de evenimente:

## Nașteri și decese

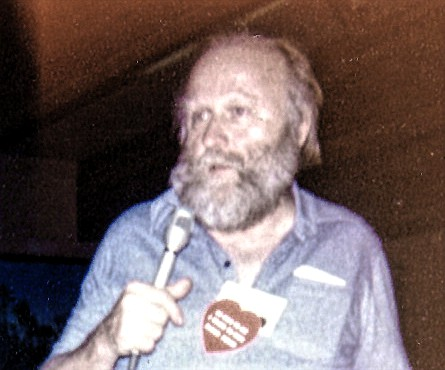
Frank Herbert (1920 - 1986)

### Decese
- Manly Banister (n. 1914)
- William E. Barrett (n. 1900)
- Martin Donrath (Pseudonimul lui Michael Horbach) (n. 1924)
- Gardner Fox (Bart Sommers) (n. 1911)
- Russell M. Griffin (n. 1944)
- Frank Herbert (n. 1920)
- L. Ron Hubbard (n. 1911)
- John D. MacDonald (n. 1916)
- Jörg Mauthe (n. 1924)
- Thomas N. Scortia (n. 1926)
- Rex Warner (n. 1905)
- Manly Wade Wellman (n. 1903)
- Robert F. Young (n. 1915)

## Cărți
- The Penguin Encyclopedia of Horror and the Supernatural, enciclopedie de Jack Sullivan

### Romane
- Astronauții zdrențăroși de Bob Shaw
- Cântecele îndepărtatului Pământ de Arthur C. Clarke
- Cioburi de onoare de Lois McMaster Bujold
- Contele Zero de William Gibson
- Fundația și Pământul de Isaac Asimov
- Inima cometei de David Brin și Gregory Benford
- Ira Melanox de Serge Brussolo
- Orașul bântuIT de Stephen King

### Colecții de povestiri
- Chrome de William Gibson

### Povestiri
- "The End of the Whole Mess" de Stephen King

## Filme
| Titlu                         | Regizor               | Distribuție                                                          | Țara                                      | Sub-Gen /Note    |
| ----------------------------- | --------------------- | -------------------------------------------------------------------- | ----------------------------------------- | ---------------- |
| Aliens                        | James Cameron         | Sigourney Weaver, Paul Reiser, Michael Biehn, Bill Paxton            | Statele Unite ale Americii                | [ 2 ]            |
| Chopping Mall                 | Jim Wynorski          | Kelli Maroney, Tony O'Dell, Russell Todd                             | Statele Unite ale Americii                |                  |
| Critters                      | Stephen Herek         | Dee Wallace, M. Emmet Walsh, Billy Green Bush                        | Statele Unite ale Americii                |                  |
| Dead End Drive-In             | Brian Trenchard-Smith | Ned Manning, Natalie McCurry, Peter Whitford                         | Australia                                 |                  |
| Deadly Friend                 | Wes Craven            | Matthew Laborteaux, Kristy Swanson, Michael Sharrett                 | Statele Unite ale Americii                |                  |
| Dirty Pair: Project Eden      | Kōichi Mashimo        |                                                                      | Japonia                                   | Film anime       |
| Eliminators                   | Peter Manoogian       | Andrew Prine, Denise Crosby, Patrick Reynolds                        | Statele Unite ale Americii                |                  |
| Flight of the Navigator       | Randal Kleiser        | Joey Cramer, Veronica Cartwright, Cliff DeYoung                      | Statele Unite ale Americii                |                  |
| The Fly                       | David Cronenberg      | Jeff Goldblum, Geena Davis, John Getz                                | Statele Unite ale Americii · Canada       | [ 3 ]            |
| Ga-ga: Glory to the Heroes    | Piotr Szulkin         |                                                                      | Polonia                                   |                  |
| Gröna gubbar från Y.R.        | Hans Hatwig           | Carl Billquist, Curt Broberg, Åsa Dahlenborg                         | Suedia                                    | [ 4 ] [ 5 ]      |
| Howard the Duck               | Willard Huyck         | Lea Thompson, Jeffrey Jones, Tim Robbins                             | Statele Unite ale Americii                | [ 6 ]            |
| Invaders from Mars            | Tobe Hooper           | Karen Black, Hunter Carson, Timothy Bottoms                          | Statele Unite ale Americii                |                  |
| Kamikaze                      | Didier Grousset       | Richard Bohringer, Dominique Lavanant, Michel Galabru                | Franța                                    | [ 7 ]            |
| Kin-dza-dza!                  | Georgi Daneliya       |                                                                      | Uniunea Republicilor Sovietice Socialiste |                  |
| Making Mr. Right              | Susan Seidelman       | John Malkovich, Ann Magnuson                                         | Statele Unite ale Americii                |                  |
| Maximum Overdrive             | Stephen King          | Emilio Estevez, Pat Hingle, Laura Harrington                         | Statele Unite ale Americii                |                  |
| Night of the Creeps           | Fred Dekker           | Jason Lively, Steve Marshall, Jill Whitlow                           | Statele Unite ale Americii                |                  |
| Programmed to Kill            | Allan Holzman         | Robert Ginty, Sandahl Bergman, Louise Claire Clark, Alex Courtney    | Statele Unite ale Americii                | [ 8 ]            |
| Project A-ko                  | Katsuhiko Nishijima   |                                                                      | Japonia                                   | Film anime       |
| Short Circuit                 | John Badham           | Ally Sheedy, Steve Guttenberg                                        | Statele Unite ale Americii                |                  |
| Star Crystal                  | Lance Lindsay         | C. Juston Campbell, Faye Bolt, John W. Smith                         | Statele Unite ale Americii                |                  |
| Star Trek IV: The Voyage Home | Leonard Nimoy         | William Shatner, Leonard Nimoy, DeForest Kelley, Catherine Hicks     | Statele Unite ale Americii                |                  |
| TerrorVision                  | Ted Nicolaou          | Diane Franklin, Gerrit Graham, Mary Woronov                          | Statele Unite ale Americii                | [ 9 ]            |
| They Were Eleven              | Satoshi Dezaki        |                                                                      | Japonia                                   | Film anime       |
| The Transformers: The Movie   | Nelson Shin           | Leonard Nimoy, Robert Stack, Judd Nelson, Orson Welles, Peter Cullen | Statele Unite ale Americii                | Film de animație |
| Vendetta dal futuro           | Sergio Martino        | Daniel Greene, Janet Agren, John Saxon                               | Italia                                    |                  |
| The Wraith                    | Mike Marvin           | Charlie Sheen, Nick Cassavetes, Randy Quaid                          | Statele Unite ale Americii                |                  |
| Zone Troopers                 | Danny Bilson          | Tim Thomerson, Tim Van Patten                                        | Statele Unite ale Americii                | [ 10 ]           |
|                               |                       |                                                                      |                                           |                  |

## Premii

### Premiul Hugo
Premiile Hugo decernate la Worldcon pentru cele mai bune lucrări apărute în anul precedent:
- Premiul Hugo pentru cel mai bun roman:[11] Jocul lui Ender de Orson Scott Card
- Premiul Hugo pentru cea mai bună povestire:
- Premiul Hugo pentru cea mai bună prezentare dramatică:
- Premiul Hugo pentru cea mai bună revistă profesionistă:
- Premiul Hugo pentru cel mai bun fanzin:

### Premiul Nebula
Premiile Nebula acordate de Science Fiction and Fantasy Writers of America pentru cele mai bune lucrări apărute în anul precedent:
- Premiul Nebula pentru cel mai bun roman:[12] Vorbitor în numele morților de Orson Scott Card
- Premiul Nebula pentru cea mai bună nuvelă:
- Premiul Nebula pentru cea mai bună povestire:

### Premiul Saturn
Premiile Saturn sunt acordate de Academy of Science Fiction, Fantasy and Horror Films:
- Premiul Saturn pentru cel mai bun film științifico-fantastic: Aliens - Misiune de pedeapsă, regizat de James Cameron